# 최세경 (연출가)
최세경(1966년 ~ )은 KBS 시사교양본부의 프로듀서이다. 재연 다큐 프로그램인 긴급구조 119의 조연출을 거쳐, 신세대 보고 - 어른들은 몰라요와 성장드라마 반올림, 다큐멘터리 3일 등을 대거 연출하였다.

## 경력
- KBS 시사교양본부 프로듀서

## 연출한 프로그램
- 긴급구조 119
- 신세대 보고 - 어른들은 몰라요
- 성장드라마 반올림
- 다큐멘터리 3일